# Карлові Вари (округ)
Карлові Вари (чеськ. Okres Karlovy Vary) — адміністративно-територіальна одиниця в Карловарському краї Чеської Республіки. Адміністративний центр — місто Карлові Вари. Площа округу — 1 514,95 кв. км., населення становить 116 340 осіб.
До округу входить 53 муніципалітетів, з котрих 12 — міста.